# Neolophonotus hobbyi
Neolophonotus hobbyi là một loài ruồi trong họ Asilidae. Neolophonotus hobbyi được Londt miêu tả năm 1988. Loài này phân bố ở vùng nhiệt đới châu Phi.